# مرجع میز اینترنت و قانون فناوری
مرجع میز اینترنت و قانون فناوری یک کتاب غیر داستانی در مورد قانون فناوری اطلاعات است که توسط مایکل دنیس اسکات نوشته شده‌است. این کتاب برای تعریف اصطلاحات فناوری اطلاعات از پرونده‌های حقوقی استفاده می‌کند و به دادخواستهای فردی استناد می‌کند. اسکات مدرک لیسانس خود را از انستیتوی فناوری ماساچوست دریافت کرد و فارغ‌التحصیل از دانشگاه کالیفرنیا، لس آنجلس شد. او به عنوان استاد حقوق در دانشکده حقوق جنوب غربی تدریس کرده‌است. این کتاب در سال ۱۹۹۹ منتشر شده‌است. چندین نسخه بعدی با چاپ ناشر ولترز کلوور منتشر شد. مرجع خدمات حقوقی اینترنت و فناوری توسط راهنمای منابع تحقیقاتی سایبرلو در دانشکده حقوق جیمز راجرز توصیه شده‌است، و در مجلات حقوقی از جمله مجله حقوق بین‌الملل اقتصادی دانشگاه پنسیلوانیا و مجله حقوقی فناوری برکلی به عنوان مرجع مورد استفاده قرار گرفته‌است.

## نویسنده
مایکل دنیس اسکات وکیل است. در سال ۱۹۹۹ در لس آنجلس اقامت گزید. اسکات در سال ۱۹۶۷ از انستیتوی فناوری ماساچوست فارغ‌التحصیل لیسانس علوم ریاضیات و علوم کامپیوتر شد. وی مدرک خود را در سال ۱۹۷۴ از دانشگاه کالیفرنیا، لس آنجلس دریافت کرد. او عضو حق ثبت اختراع ایالات متحده است. شبکه خبر Comtex اسکات را در سال ۱۹۹۹ توصیف کرد که «یک متخصص سابق حقوق اینترنت» است. وی به عنوان استاد در موضوع مطالعات حقوقی در دانشکده حقوق جنوب غربی فعالیت کرد. او نویسنده کتابهای حقوقی از جمله Scott on Outsourcing Law & Practice، اسکات در قانون مالتی مدیا، مرجع میز حقوق قانونی مجوز مالکیت معنوی و مرجع خدمات حقوقی ارتباط از راه دور است. اسکات به عنوان سردبیر خبرنامه خبرنامه تجارت الکترونیک و وکیل فضای مجازی فعالیت می‌کند.سکات بنیانگذار کنگره جهانی حقوق رایانه و مدیر انجمن حقوق رایانه بود.

## تاریخ انتشار
مرجع میز اینترنت و قانون فناوری در سال ۱۹۹۹ توسط قانون و تجارت شرکت آسپن منتشر شد. نسخه‌های بعدی در سال ۲۰۰۱، ۲۰۰۲، و ۲۰۰۳ توسط Aspen Law and Business منتشر شد. این کتاب در نسخه‌های بعدی در سال ۲۰۰۴، ۲۰۰۵، ۲۰۰۷، و ۲۰۰۹ منتشر شد.